# Витвер, Гартман
Гартман Витвер (нем. Hartman Witwer, сентябрь-октябрь 1774 Имст — 9 июля 1825 Львов) — львовский скульптор эпохи классицизма.

## Биография
Точных фактов о биографии сохранилось крайне мало. Родился в тирольском городе Имст (Австрия) в семье скульпторов и строителей. Отец Йозеф Антон (1751—1794), а также младшие братья Якуб и Иоганн Михаэль (1775—1811) были тоже скульпторами. Вместе с ними учился в Венской академии искусств, где в частности Иоганн Михаэль получил первую награду по классу скульптуры (1799). Примерно в 1800 года оба брата поселились во Львове. Основали скульптурную мастерскую в доме № 20 на ул. Лычаковской. Занимались отделкой львовских каменных и мемориальных скульптур преимущественно на Лычаковском кладбище. Вероятно в 1811 (год смерти Иоганна Михаэля) работы выполнялись братьями совместно. В июне 1818 года Гартман Витвер вступил в львовский цех каменщиков и каменотёсов. После 1820 года творческая активность Витвера несколько снизилась. Последние годы вероятно сотрудничал с Антоном Шимзером. Был женат во Львове, имел сына. Умер от тифа 9 июля 1825 года во Львове. Авторство большинства работ Витвера на Лычаковском кладбище удалось установить благодаря книге Юлиана Марковского 1890 года, которая базируется на неизвестных ныне источниках. Именем Витвера в 1991 году названа львовская улица.

## Творчество

### Отделка домов
- Каменные головы на консолях домов Комарницких на улице Галицкой, 20 (ок. 1803). Приписываются Витвера учитывая манеру и время выполнения.
- 15 рельефов с изображениями античных богов и путти-ремесленников на здании типографии Пиллерив, на нынешней улице Винниченко, 8, на углу с Лычаковской (сооружён ок. 1804—1805). На центральном аттике установлены скульптуры Марса, Беллоны и Афины. По бокам аттика находятся статуи Деметры и Аполлона. Краеугольный аттик венчали статуями Меркурия и Геи. В своё время дом считался одним из красивейших в Киеве.
- Отделка первой части каменных статуй Иоганна Гаузнер и Винцента Виоланда на нынешнем проспекте Свободы, 1 (1810—1811).
- Отделка здания гостиницы «De Russie», на месте нынешней гостиницы «Жорж» (1811).
- Два нижние ряды рельефов на доме Матиаса Бауэра, что на улице Шевской, 10 (1810-е).
- Дом Антонины Кобервайн на улице Армянской, 21 украшенный рельефами в 1810-х.
- Рельеф, изображающий бога Хронос а в центре фасада здания на улице Армянской, 23 (1810-е).
- Отделка дома на нынешней улице Черноморской, 4 (1810-е). Уничтожен в 1943 году.
- Статуя Фортуны в доме на улице Пекарской, 13 (1810—1814).

### Мемориальная скульптура
Надгробия на Лычаковском кладбище.
- На могиле Розалии Вартанович (установлен ок. 1800—1802, поле 10).
- Каменный крест обвит траурной тканью на могиле Евы Подольской (ок. 1800—1802, поле 2)
- Обелиск губернатора Галичины Иоганна Гайструка (вм. 1801, поле 10).
- Надгробие Урсулы Глоговского (вм. 1803).
- Марии Анны Понинской с Калиновских (установлен 1805 года, поле 7). Через отчётливый рококо-стиль скульптуры исследователи Станислав Ниче и Роман Дзюбан и поставили под сомнение их авторство Витвера, но надгробие упоминается в списке работ Витвера, по словам Юлиана Марковского с чем соглашается львовский искусствовед Юрий Бирюлёв.
- Анерли Вагнер (вм. 1805).
- Йозефа Венцеля (вм. 1808).
- Надгробие на могиле Г. Войнар, поле 12. Изначально изображал сюжет «Женщина, обнимает за шею журавля». Вероятно перенесён из другого захоронения и изменён — вместо утраченного журавля помещён потухший факел. Выполнен в 1808.
- Надгробие Я. Печонкы. Представляет собой сохранившийся фрагмент большой 5-фигурной композиции, которая находилась изначально на другой могиле (точно не известно чьей, возможно Екатерины Яблоновской). Находится на поле № 71.
- Надгробие Г. Товарницкого.
- Анонимная могила на поле № 10.
- Ряд надгробий выполненных в последние годы жизни в период предположительного сотрудничества с Антоном Шимзером, в частности некоторые надгробия закончены последним. К ним относятся: надгробие профессора университета, хирурга Иоганна Махан (вм. 1824), Петронеллем Кульчицкой (1820), Софии Зигель (вм. 1921), Амелии Голембськои (вм. 1825), четыре надгробия неизвестной семьи (1820—1825, поле 7).

В других местах
- Мраморное надгробие гр. Рациборовськои (вм. 1809 года) в приходском костёле в Новом Милятине.
- Надгробие Йозефа Тимми на кладбище в участке Будапешт (1811).
- Памятник графини Екатерины Оссолинских с Яблоновских в Латинском кафедральном соборе во Львове (мрамор, бронза 1805—1806).

### Фонтаны на Площади Рынок
Четыре фонтана на площади Рынок со статуями Нептуна, Дианы, Амфитриты и Адониса (ок. 1810—1814, известняк). Первое упоминание о скульптуре датируется в январе 1815 года. Их сооружение могло быть связано с торжествами 1814 года, в связи с возвращением императора Франца I в Вену. Распространённым в искусствоведческой литературе XX стали ложные датировки скульптур 1793 годом, опровергнутые львовским искусствоведом Юрием Бирюлёвым.